# Agalinis purpurea
Agalinis purpurea är en snyltrotsväxtart som först beskrevs av Carl von Linné, och fick sitt nu gällande namn av Francis Whittier Pennell. Agalinis purpurea ingår i släktet Agalinis och familjen snyltrotsväxter. Inga underarter finns listade i Catalogue of Life.